# Dynamite Deluxe
Dynamite Deluxe war eine Band der drei Hamburger Hip-Hop-Künstler Samy Deluxe (MC), Tropf (Beats & Sound) und DJ Dynamite (Beats & DJ). Der Name Dynamite Deluxe ist eine Kombination aus dem Namen DJ Dynamite und dem des Rappers Samy Deluxe.

## Geschichte
Samy Deluxe und DJ Dynamite machten schon vor der Gründung von Dynamite Deluxe gemeinsam Musik unter dem Namen No Nonsens. Später nahmen sie als zusätzliches Bandmitglied noch Tropf auf und änderten den Bandnamen in Dynamite Deluxe.
Im Jahr 1997 veröffentlichten die Drei ihr Demotape, das heute nur noch schwer erhältlich ist. Auf der 1999 erschienenen The-Classic-Vinyl-Files-CD vereinte man sämtliche Stücke der bisherigen Vinylsingles. 2000 folgte schließlich das Album Deluxe Soundsystem. Außerdem veröffentlichten sie zu dieser Zeit eine weitere EP, die unter anderem auch eine Zusammenarbeit mit Patrice beinhaltete. Ende 2000 wurde das Projekt Dynamite Deluxe vorerst beendet. DJ Dynamite & Tropf produzieren dennoch weiterhin Tracks für Samy Deluxe und betrieben mit ihm das Label Deluxe Records.
2001 wurde die Gruppe von der Deutschen Phono-Akademie mit dem ECHO in der Sparte Hip-Hop/R&B national ausgezeichnet.
Im Jahr 2004 erschien auf Samy Deluxe Soloalbum Verdammtnochma! der Song Pures Gift 2004. Im Booklet des Albums wird als Produzent Dynamite Deluxe angegeben. Der Song Pures Gift wurde schon 1997 als Vinyl 12 Inch veröffentlicht und 2004 neu aufgelegt.
2008 enthielt die der Juice-Ausgabe Januar/Februar beiliegende Juice CD #82 ausschließlich und exklusiv die Songs des im Jahre 2000 erschienenen Dynamite-Deluxe-Albums Deluxe Soundsystem, die von verschiedenen Künstlern neu interpretiert wurden.
Am 25. Januar 2008 erschien das Comeback-Album TNT, das wie auch Deluxe Soundsystem von 2000 einen Gastbeitrag von Jan Delay beinhaltet. Das Album stieg in der ersten Woche auf Platz 5 der deutschen Album-Charts ein. Die erste Single hieß Dynamit! Die zweite Single trug den Namen Alles bleibt anders. Zusätzlich wurden 10.000 DVDs zum Album verkauft. Track by Track heißt diese und zeigt das Making-of zu den Videos, die Entstehung der Tracks, und des Covers von TNT.
Im Februar 2008 waren Dynamite Deluxe zusammen mit D-Flame auf sogenannter TNT-Tour durch Deutschland, Österreich und der Schweiz.
Nachdem sie ihre erneute Trennung bekannt gaben, spielten sie ihr Abschiedskonzert am 7. November 2008 in der Großen Freiheit 36 auf Sankt Pauli.

## Diskografie

### Studioalben
| Jahr | Titel              | Höchstplatzierung, Gesamtwochen, AuszeichnungChartplatzierungen (Jahr, Titel, Platzierungen, Wochen, Auszeichnungen, Anmerkungen) | Höchstplatzierung, Gesamtwochen, AuszeichnungChartplatzierungen (Jahr, Titel, Platzierungen, Wochen, Auszeichnungen, Anmerkungen) | Höchstplatzierung, Gesamtwochen, AuszeichnungChartplatzierungen (Jahr, Titel, Platzierungen, Wochen, Auszeichnungen, Anmerkungen) | Anmerkungen                           |
| Jahr | Titel              | DE | AT | CH | Anmerkungen                           |
| ---- | ------------------ | --- | --- | --- | ------------------------------------- |
| 2000 | Deluxe Soundsystem | DE4 (21 Wo.)DE | AT40 (6 Wo.)AT | CH84 (4 Wo.)CH | Erstveröffentlichung: 26. März 2000   |
| 2008 | TNT                | DE5 (4 Wo.)DE | AT24 (2 Wo.)AT | CH7 (4 Wo.)CH | Erstveröffentlichung: 25. Januar 2008 |

### Kompilationen
- 1999: The Classic Vinyl Files

### EPs
| Jahr | Titel                              | Höchstplatzierung, Gesamtwochen, AuszeichnungChartsChartplatzierungen (Jahr, Titel, Platzierungen, Wochen, Auszeichnungen, Anmerkungen) | Anmerkungen                           |
| Jahr | Titel                              | DE | Anmerkungen                           |
| ---- | ---------------------------------- | --- | ------------------------------------- |
| 2000 | Grüne Brille EP Deluxe Soundsystem | DE38 (9 Wo.)DE | Erstveröffentlichung: 2. Oktober 2000 |

Weitere EPs
- 2008: Weiter EP

### Singles
| Jahr | Titel Album                           | Höchstplatzierung, Gesamtwochen, AuszeichnungChartplatzierungen (Jahr, Titel, Album, Platzierungen, Wochen, Auszeichnungen, Anmerkungen) | Höchstplatzierung, Gesamtwochen, AuszeichnungChartplatzierungen (Jahr, Titel, Album, Platzierungen, Wochen, Auszeichnungen, Anmerkungen) | Anmerkungen                                        |
| Jahr | Titel Album                           | DE | CH | Anmerkungen                                        |
| ---- | ------------------------------------- | --- | --- | -------------------------------------------------- |
| 2000 | Ladies & Gentlemen Deluxe Soundsystem | DE29 (9 Wo.)DE | — | Erstveröffentlichung: 6. März 2000                 |
| 2000 | Wie Jetzt Deluxe Soundsystem          | DE88 (4 Wo.)DE | — | Erstveröffentlichung: 12. Juni 2000                |
| 2008 | Dynamit! TNT                          | DE29 (5 Wo.)DE | CH87 (1 Wo.)CH | Erstveröffentlichung: 11. Januar 2008              |
| 2008 | Alles bleibt anders TNT               | DE71 (3 Wo.)DE | — | Erstveröffentlichung: 4. März 2008 feat. Jan Delay |

Weitere Singles
- 1998: Pures Gift
- 1998: Samy Deluxe

### Weitere Veröffentlichungen
- 1998: Dynamite Deluxe Demo (MC)
- 1998: The Ultimate Freestyle Tape feat. Das Bo (MC)
- 2000: Deluxe Beats (Instrumental-Album)
- 2007: Boombox (Videosingle, Internet Exclusive)
- 2008: TNT - Track by Track (DVD)

## Auszeichnungen
Echo
- 2001: „Künstler/in oder Gruppe National“

Hiphop.de Awards
- 2007: „Bestes Video Deutsch“ für Dynamit[3]